# 2013-as Giro d’Italia
A 2013-as Giro d’Italia a 96. olasz kerékpáros körverseny.

## Részvevő csapatok, rajtszámokkal
- Garmin Sharp 1–9
- AG2R La Mondiale 11–19
- Androni Venezuela 21–29
- Astana 31–39
- Bardiani Valvole – CSF Inox 41–49
- Team Blanco 51–59
- BMC Racing Team 61–69
- Cannondale 71–79
- Colombia 81–89
- Euskaltel Euskadi 91–99
- FDJ 100-109
- Team Katusha 111–119
- Lampre-Merida 121–129
- Lotto Belisol 131–139
- Movistar Team 141–149

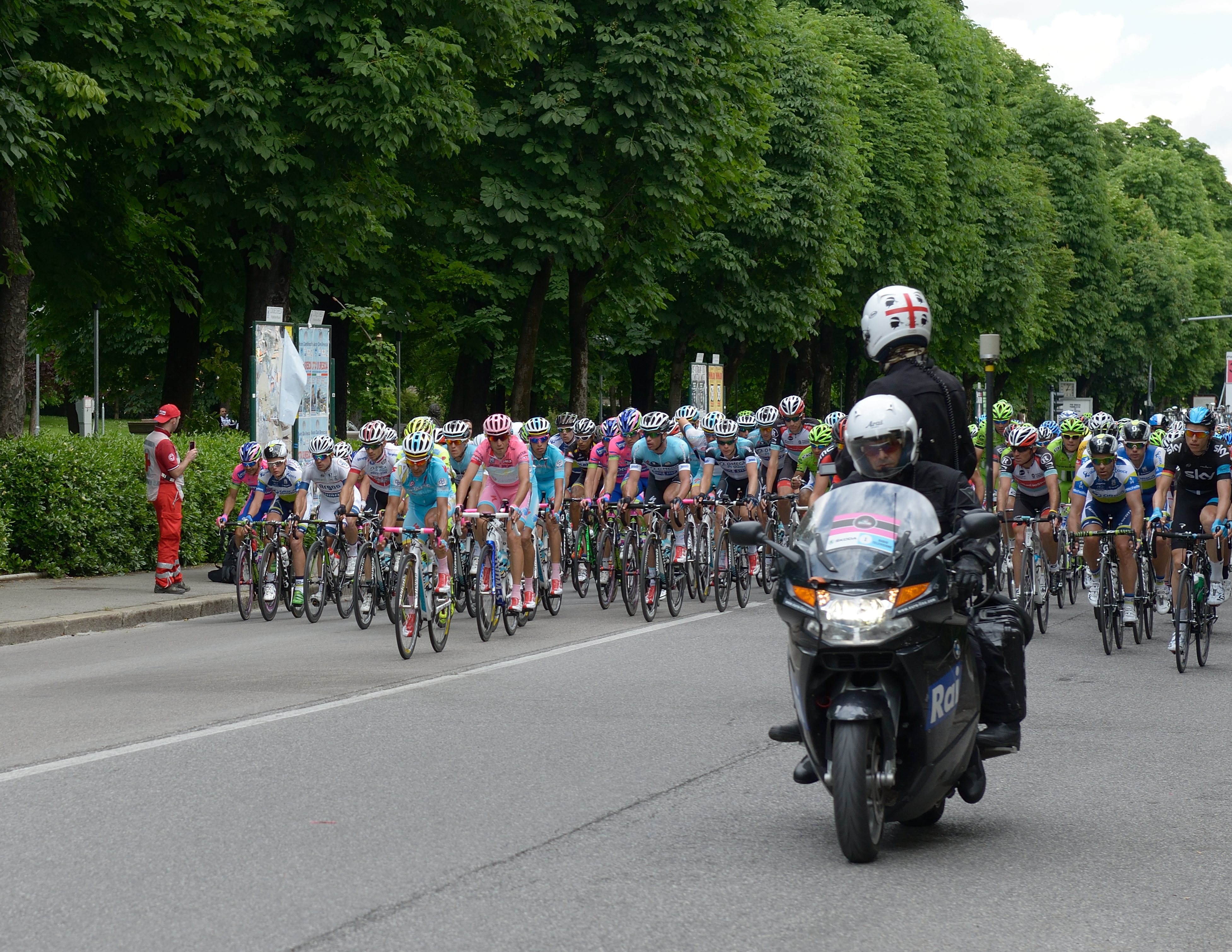
A Giro Brescia-ba érkezik

- Omega Pharma – Quick-Step Cycling Team 151–159
- Orica GreenEdge 161–169
- RadioShack Leopard 171–179
- Team Sky 181–189
- Team Argos-Shimano 191–199
- Team Saxo-Tinkoff 201–209
- Vacansoleil-DCM Pro Cycling Team 211–219
- Vini Fantini 221–229

## Végeredmény, összetett
1. Vincenzo Nibali (Ita) Astana Pro Team 84:53:28
2. Rigoberto Uran Uran (Col) Sky Procycling 0:04:43
3. Cadel Evans (Aus) BMC Racing Team 0:05:52
4. Michele Scarponi (Ita) Lampre-Merida 0:06:48
5. Carlos Alberto Betancur Gomez (Col) Ag2R La Mondiale 0:07:28
6. Przemyslaw Niemiec (Pol) Lampre-Merida 0:07:43
7. Rafal Majka (Pol) Team Saxo-Tinkoff 0:08:09
8. Benat Intxausti Elorriaga (Esp) Movistar Team 0:10:26
9. Mauro Santambrogio (Ita) Vini Fantini-Selle Italia 0:10:32
10. Domenico Pozzovivo (Ita) Ag2R La Mondiale 0:10:59